# Que no
«Que no» es una canción del cantante español Pedro Marín, incluida en su primer álbum de estudio Pedro Marín.

## Descripción
Canción de amor adolescente dirigido a un público femenino adolescente en el contexto del que se dio en llamar fenómeno fanes.
Se trata del primer tema con que el intérprete se dio a conocer. Se publicó en formato sencillo, con la canción Puente de colores en la cara B y un año después se incluyó en su primer LP Pedro Marín. 
Se hicieron además ediciones del sencillo para los mercados de Alemania, Argentina, Bélgica, Francia y Portugal. Además, se grabó una versión en lengua italiana titulada Ci sta'.